# 매트 헌터
매트 헌터(Invasion U.S.A.)는 미국에서 제작된 조셉 지토 감독의 1985년 액션, 모험 영화이다. 척 노리스 등이 주연으로 출연하였고 메나헴 골란 등이 제작에 참여하였다.

## 출연

### 주연
- 척 노리스

### 조연
- 리차드 린치
- 멜리사 프로펫
- 알렉산더 제일
- 알렉스 콜론

## 제작진
- 미술: 라디슬라브 윌하임
- 배역: 루이스 드 지아이모